# 郑培民
郑培民（1943年7月23日—2002年3月11日），祖籍河北武安，出生于吉林省海龙县，中华人民共和国政治人物，前中共湖南省委副书记、湖南省人大常委会常务副主任。

## 生平
1962年考入吉林大学物理系，1968年毕业后一度参军锻炼，1970年被分配到湖南省湘潭电机厂工作。1981年，郑被选派前往清华大学经济管理工程系进修，回到湘潭后，于1983年被提升为中共湘潭市委副书记，后又晋升为书记。1990年，任中共湘西土家族苗族自治州委书记。
1992年10月，任湖南省人民政府副省长，分管教育、农业等工作。1995年10月，任中共湖南省委副书记，分管宣传等方面的工作。2001年，任湖南省人大常委会常务副主任，主持工作。
2002年3月11日，郑培民因为突发心肌梗塞病逝于北京市。死后，郑培民被树立成为宣传模范人物，在当年中央电视台的“感动中国”评选中位列榜首，其事迹被郑洞天导演拍成电影。2006年被中组部追授“全国优秀共产党员”称号。